# Los jóvenes
Los jóvenes es una película de drama y crimen mexicana de 1961, escrita y dirigida por Luis Alcoriza, y protagonizada por Julio Alemán, Adriana Roel, Teresa Velázquez y Dacia González.

## Sinopsis
Lorenzo Gómez "El Gato" (Julio Alemán) y su pandilla asaltan el auto donde Alicia (Adriana Roel) y un junior se besaban. Ella, Olga (Teresa Velázquez) y Teresa (Dacia González) asisten a la Mexico City Academie y van a una fiesta nocturna. Carmelita (Fanny Schiller) vende una joya en el Monte de Piedad a El Gato que es amigo de su hijo, Gabriel (Rafael del Río). Alicia recibe esta joya de regalo en otra fiesta en la que se emplea una máquina de toques para darle su merecido a Gabriel, es en broma, pero Alicia queda impresionada y le regala un beso. Al salir de la fiesta, el Gato y Olga se besan, los cuatro salen en un auto robado por Lorenzo, aunque éste y Alicia deben disimular su amor ante Gabriel, ellos beben y por el exceso de velocidad atropellan a un motorista que los alcanza. El Gato es atacado y muerto por unos pueblerinos, y Alicia y Gabriel, aterrados, vuelven a pie a la ciudad.

## Producción
El largometraje fue filmado a partir del 7 de noviembre de 1960 y concluyó el 9 de diciembre de 1960. Se estrenó el 28 de septiembre de 1961. 